# Пауэлл, Исаак
Исаак Пауэлл (англ. Izaack Powell; 12 февраля 2002, Брисбен, Австралия) — австралийский футболист, защитник.

## Клубная карьера
Пауэлл — воспитанник клуба «Брисбен Роар». 8 февраля 2019 года в матче против «Сидней» дебютировал в А-Лиге в составе последнего.

## Международная карьера
В 2019 году в составе юношеской сборной Австралии Пауэлл принял участие в юношеском чемпионате мира в Бразилии. На турнире он сыграл в матчах против команд Эквадора, Венгрии, Нигерии и Франции.